# August Endell
August Endell, né à Berlin le 12 avril 1871 et mort dans la même ville le 15 avril 1925, est un architecte et designer allemand, un des représentants de l'Art nouveau.
Il a été un des collaborateurs des revues Pan et Decorative Kunst.

## Carrière et œuvres
August Endell a étudié la philosophie et la psychologie à Tübingen en 1891 ; il s'installe en 1992 à Munich où il se forme en autodidacte à l'architecture dans les Ateliers d'art et d'artisanat (Vereinigte Werkstätten für Kunst im Handwerk), dirigés par le sculpteur et designer suisse Hermann Obrist, ainsi qu'auprès du philosophe et psychologue allemand Theodor Lipps,.
Endell exerce comme architecte à Munich puis à Berlin.

### Œuvres architecturales

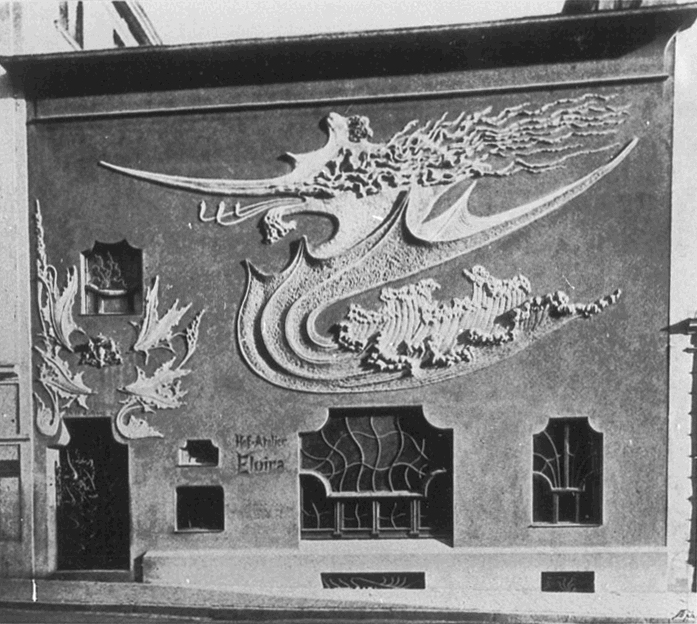
Façade de l'Atelier Elvira à Munich, au 15 Von-der-Tann-Strasse. Photographie publiée dans la revue Die Kunst, 1900, vol. 2, p. 298.

- 1898 : son œuvre majeure pour l'Art nouveau a été l'Atelier Elvira à Munich, commande pour le studio de photographie créé en 1887 par la juriste et actrice Anita Augspurg et son amie photographe Sophia Goudstikker. Sa particularité était d'avoir, sur une des façades, un immense relief sculpté interprété comme celui d'un dragon[3]. L’historien de l’art Graham Dry a identifié en 2022 cet "ornement", ainsi que le désignait Endell, comme une combinaison sculpturale de deux œuvres célèbres de l’histoire de l’art oriental et occidental : l'estampe d’Hokusai La Grande Vague, 1830-1832, et La Naissance de Vénus de Botticelli vers 1485[4]. L'atelier a été détruit pendant les bombardements de la Seconde Guerre mondiale.

- 1898-1899 : sanatorium à Wyk auf Föhr sur l'île de Föhr en mer du Nord pour le médecin Carl Gmelin (de)[5].

- printemps 1901 : il aménage à Berlin dans la cour du 68 Köpenicker Straße une salle de spectacle pour le cabaret-théâtre Überbrettl d'Ernst von Wolzogen (les lieux ont été détruits pendant la Seconde Guerre mondiale).

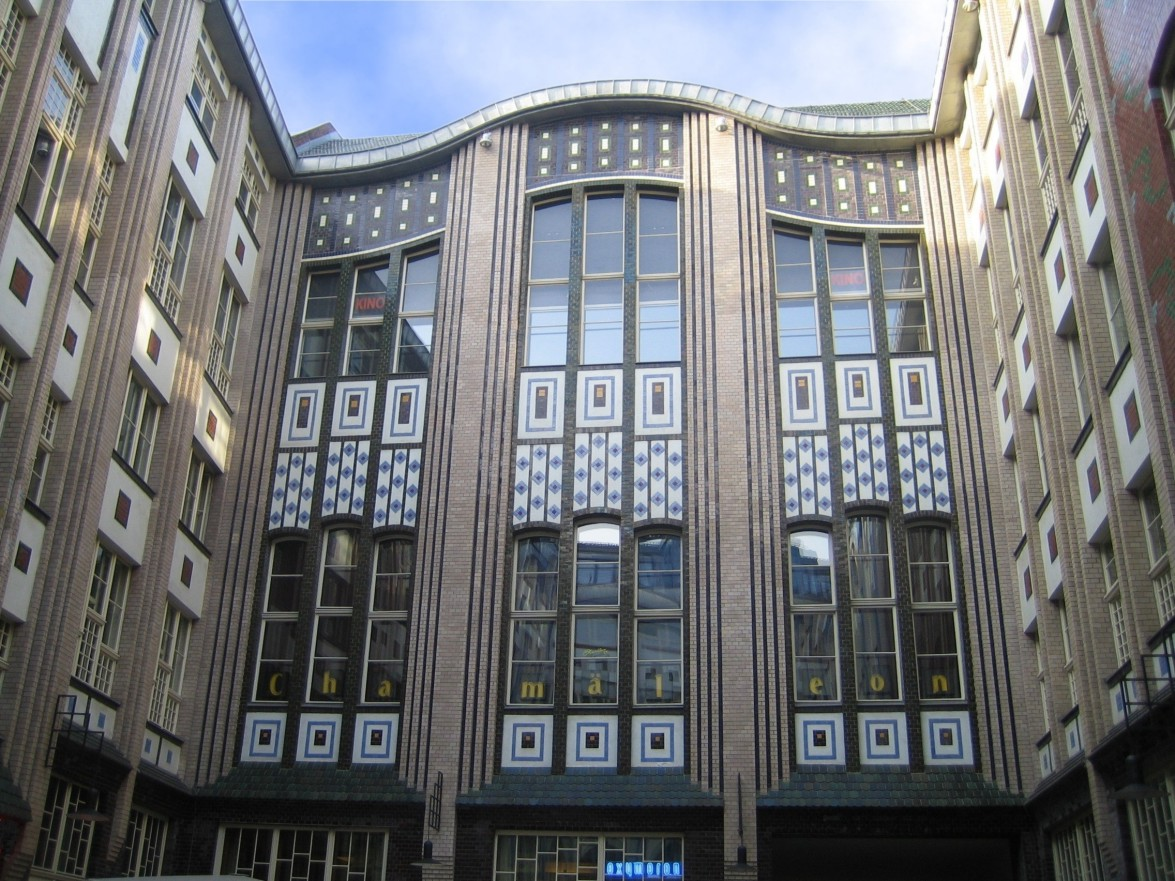
Les "Hackesche Höfe", à Berlin, façade de la première cour.

- 1905-1906 : la première cour des Hackesche Höfe à Berlin, au 38-40 Rosenthaler Straße, avec sa façade Art nouveau composée de briques vernissées bleues et blanches. Il aménage dans ce bâtiment, pour le marchand de vin et aubergiste Wilhelm Neumann, des salles de bal ; l'une d'entre elles, au premier étage, abrite le théâtre de variétés Chamäleon (de) et a été en grande partie restaurée en 2004-2005.

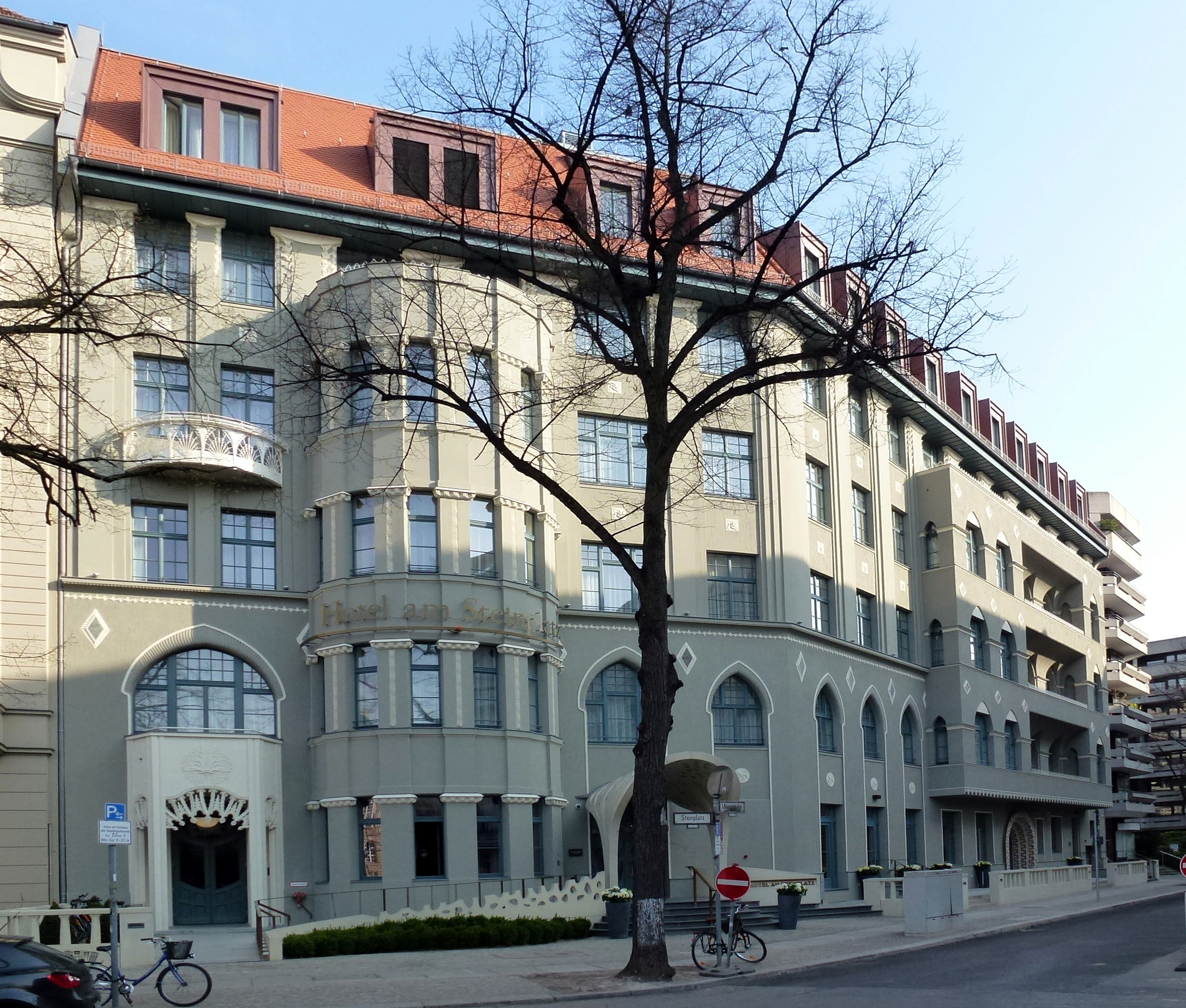
L'hôtel am Steinplatz en 2014.

- 1906-1907 : Hôtel am Steinplatz (de) dans le quartier de Charlottenbourg à Berlin[6].

- 1911-1913 : l'hippodrome de Mariendorf (de) à Berlin.

En 1918, August Endell est nommé directeur de l'Académie nationale des arts et métiers de Breslau.
Il construit en 1923 à Breslau une villa pour l'entrepreneur et collectionneur d'art Max Silberberg, Landsberger Strasse 1-3 (aujourd'hui rue Kutnowska) dans le style Art déco.

## Vie privée
Endell épouse en premières noces Elsa Hildegard Plötz dont il divorce. Avec sa seconde épouse, la sculptrice Anna Meyn, ils s'installent à Cappenberg, un quartier de Selm en Westphalie ; Anna Endell a son atelier dans une pièce du château de Cappenberg.

## Publications
- (de) Die Schönheit der großen Stadt, Stuttgart, Strecker & Schröder, 1908 ; Endell y développe la vision d’une ville moderne comme lieu de rencontre entre les gens, les affaires, l’art et la culture[8],[9].

« Celui qui pense à l’architecture pense avant tout aux éléments de construction, aux façades, aux colonnes, aux ornements. Pourtant, tout cela ne vient qu’en deuxième position. Ce qui a le plus d’effet, ce n’est pas la forme, mais son revers, l’espace, le vide, qui s’étend rythmiquement entre les murs, qui est délimité par eux, mais dont la vitalité est plus importante que les murs »
- (de) Helge David (éditeur scientifique), Vom Sehen. Texte 1896-1925 über Architektur, Formkunst und "Die Schönheit der grossen Stadt", Berlin, Birkhäuser, coll. « Birkhäuser Architektur Bibliothek », 1995, 227 p. (ISBN 3-7643-5196-9).